# Wiśniewscy herbu Trzaska

Trzaska herb Wiśniewskich

Wiśniewscy vel Wiszniewscy herbu Trzaska – polski ród szlachecki wywodzący się z Wiśniewa w ziemi łomżynskiej na Mazowszu. Protoplastą rodu był Paulus de Wiszniewo (1423). W dokumentach z XV wieku wzmiankowani są członkowie tego rodu: Strachanczy de Wiszniewo (1441) z synem Jaszczołdem z Wiśniewa; Piotr, Mikołaj, Albert i Mateusz z Wiśniewa (1464); Piotr i Mikołaj synowie Jana z Wiśniewa (1474).
Z tej rodziny pochodził Szymon Wiśniewski podkomorzy preński, członek Rady Najwyższej Rządowej Litewskiej, senator-kasztelan (1825-1826) Królestwa Polskiego, poseł na Sejm 1830-1831.